# Unterseeboot 993
L'Unterseeboot 993 ou U-993 est un sous-marin allemand (U-Boot) de type VIIC utilisé par la Kriegsmarine pendant la Seconde Guerre mondiale.
Le sous-marin est commandé le 25 mai 1941 à Hambourg (Blohm + Voss), sa quille posée le 16 novembre 1942, il est lancé le 8 juillet 1943 et mis en service le 19 août 1943, sous le commandement de l'Oberleutnant zur See Kurt Hilbig.
L'U-993 n'endommage ni ne coule aucun navire au cours des trois patrouilles (76 jours en mer) qu'il effectue.
Il coule d'un bombardement britannique à Bergen, en octobre 1944.

## Conception
Unterseeboot type VII, l'U-993 avait un déplacement de 769 tonnes en surface et 871 tonnes en plongée. Il avait une longueur totale de 67,10 m, un maître-bau de 6,20 m, une hauteur de 9,60 m et un tirant d'eau de 4,74 m. Le sous-marin était propulsé par deux hélices de 1,23 m, deux moteurs diesel Germaniawerft M6V 40/46 de 6 cylindres en ligne de 1 400 cv à 470 tr/min, produisant un total de 2 060 à 2 350 kW en surface et de deux moteurs électriques Brown, Boveri & Cie GG UB 720/8 de 375 cv à 295 tr/min, produisant un total 550 kW, en plongée. Le sous-marin avait une vitesse en surface de 17,7 nœuds (32,8 km/h) et une vitesse de 7,6 nœuds (14,1 km/h) en plongée. Immergé, il avait un rayon d'action de 80 milles marins (150 km) à 4 nœuds (7,4 km/h; 4,6 milles par heure) et pouvait atteindre une profondeur de 230 m. En surface son rayon d'action était de 8 500 milles nautiques (soit 15 700 km) à 10 nœuds (19 km/h).
L'U-993 était équipé de cinq tubes lance-torpilles de 53,3 cm (quatre montés à l'avant et un à l'arrière) et embarquait quatorze torpilles. Il était équipé d'un canon de 8,8 cm SK C/35 (220 coups), d'un canon antiaérien de 20 mm Flak et d'un canon 37 mm Flak M/42 qui tire à 15 350 mètres avec une cadence théorique de 50 coups par minute. Il pouvait transporter 26 mines TMA ou 39 mines TMB. Son équipage comprenait 4 officiers et 40 à 56 sous-mariniers.

## Historique
Il passe son temps d'entraînement initial à la 5. Unterseebootsflottille jusqu'au 29 février 1944, puis il rejoint son unité de combat dans la 3. Unterseebootsflottille.
Sa première patrouille est précédée d'un court trajet de Kiel à Marviken. Elle commence le 23 mars 1944 au départ de Marviken pour l'Atlantique Nord. Début avril 1944, l'U-993 reçoit l'ordre de rejoindre l'ouest de la France pour renforcer le groupe Landwirt. Le 17 avril 1944 à 3 h 41 du matin, le submersible est attaqué par un avion bombardier Liberator britannique du Sqn 53 piloté par le F/Lt M. Burton, au nord-ouest du Cap Finisterre. Au cours de l'attaque, l'avion largue deux charges de profondeur sans causer de dégât. Touché par l'artillerie anti-aérienne, il s'écrase en mer à environ 600 mètres du sous-marin, tuant ses onze aviateurs membres d'équipage. L'U-993 arrive à Lorient le 22 avril 1944, sans autre incident, après 31 jours de patrouille.
Le 1er juin 1944, deux hommes (le Maschinenobergefreiter Matthias Giefing et le Mechanikergefreiter Horst Aulich) sont tués dans une attaque aérienne.
Sa deuxième patrouille se déroule du 6 au 14 juin 1944, soit neuf jours. L'U-993 est l'un des dix-neuf U-Boote dépourvus de schnorchel qui reçoivent l'ordre de former une ligne de patrouille en restant à 200 mètres de profondeur entre Brest et Bordeaux pour garder des U-Boote hors des ports en cas de leur invasion par les forces alliées. Ils plongent à 100 mètres de profondeur, ou se posent sur le fond pendant de longues périodes. La nuit les U-Boote sont harcelés par des attaques aériennes. Le 12 juin 1944, lorsque l'invasion des ports ne semble plus être d'actualité, les sous-marins font retour vers leurs based et sont placés en alerte.
Début août 1944, l'U-993 est équipé d'un schnorchel.
Le sous-marin quitte Brest pour sa troisième et dernière patrouille le 17 août 1944, sous le commandement d'un nouveau commandant, l'Oberleutnant zur See Karl-Heinz Steinmetz. L'U-993 fait partie d'U-Boote qui ne sont pas opérationnels envoyés de France vers les ports plus sûrs de Norvège. Au cours du voyage, un homme d'équipage meurt de la jaunisse le 12 septembre 1944. Il arrive à Bergen le 18 septembre 1944, après une patrouille au-delà de la ligne GIUK, de trente-trois jours.
Le 4 octobre 1944 à 9 h 30, l'U-993 est fortement endommagé lors d'un bombardement aérien de 47 avions bombardiers Avro Lancaster et de 93 bombardiers avions bombardiers Halifax du 6e Groupe (RCAF) et du 8e Groupe (RAF) du Bomber Command.
Les avions larguent 603 bombes de 1 000 livres sur le port de Bergen. Sept bombes ont touché l'abri sous-marin. Le câblage électrique est détruit et les chantiers de réparation sont gravement endommagés.
L'U-993 se trouve alors au chantier Laksevag, en compagnie de l'U-228, l'U-92 et l'U-437.
L'U-993 et l'U-228 ont chaviré et coulé à la position 60° 24′ N, 5° 18′ O ; les deux autres U-Boote sont hors service. 
Un homme meurt à bord de l'U-993 et un autre est mort le lendemain de ses blessures, le nombre de survivants est inconnu.
Tout l'équipement est démonté et l'U-993 est ensuite est découpé en pièces. En mai 1945, les restes sont envoyés à la ferraille par les forces britanniques.

## Affectations
- 5. Unterseebootsflottille du 19 août 1943 au 29 février 1944 (Période de formation).
- 3. Unterseebootsflottille du 1er mars 1944 au 4 octobre 1944 (Unité combattante).

## Commandement
- Oberleutnant zur See Kurt Hilbig du 19 août 1943 à août 1944.
- Oberleutnant zur See Karl-Heinz Steinmetz du 17 août 1944 au 4 octobre 1944.

## Patrouilles
|       | Commandant                 | Départ       | Départ   | Arrivée           | Arrivée  | Jours    | Succès |
| ----- | -------------------------- | ------------ | -------- | ----------------- | -------- | -------- | ------ |
|       | Oblt. Kurt Hilbig          | 9 mars 1944  | Kiel     | 11 mars 1944      | Marviken | 3 jours  |        |
| 1     | Oblt. Kurt Hilbig          | 23 mars 1944 | Marviken | 22 avril 1944     | Lorient  | 31 jours |        |
| 2     | Oblt. Kurt Hilbig          | 6 juin 1944  | Lorient  | 14 juin 1944      | Brest    | 9 jours  |        |
| 3     | Oblt. Karl-Heinz Steinmetz | 17 août 1944 | Brest    | 18 septembre 1944 | Bergen   | 33 jours |        |
| Total | Total                      | Total        | Total    | Total             | Total    | 76 jours | 0 t    |

Note : Oblt. = Oberleutnant zur See